# What I Go to School For
What I Go to School For is de debuutsingle van de Engelse popband Busted, uitgegeven in 2002. Het nummer is afkomstig van hun eerste album Busted. What I Go to School For is gebaseerd op de gevoelens die bassist Matt Willis had voor een docente op zijn middelbare school. De band Amateur Transplants heeft in 2004 een parodie op het nummer uitgebracht en in 2006 coverden de Jonas Brothers het nummer voor hun debuutalbum.
In Nederland en België verscheen What I Go to School For niet in de hitlijsten, in Engeland was het een succes en piekte het op 3.

## Tracklist
| Nr. | Titel                                   | Duur |
| --- | --------------------------------------- | ---- |
| 1.  | What I Go to School For (Singleversie)  | 3:29 |
| 2.  | What I Go to School For (Akoestisch)    | 3:34 |
| 3.  | What I Go to School For (Remix)         | 3:26 |
| 4.  | What I Go to School For (Instrumentaal) | 3:29 |
| 5.  | What I Go to School For (Videoclip)     | 3:30 |

| Nr. | Titel                                  | Duur |
| --- | -------------------------------------- | ---- |
| 1.  | What I Go to School For (Singleversie) | 3:29 |
| 2.  | Brown Eyed Girl                        | 2:56 |
| 3.  | CD-ROM Interactive Interview           | 5:00 |

| Nr. | Titel                                  | Duur |
| --- | -------------------------------------- | ---- |
| 1.  | What I Go to School For (Singleversie) | 3:29 |
| 2.  | Dawson's Geek (Demo)                   | 2:37 |
| 3.  | What I Go to School For (Akoestisch)   | 3:29 |

## Charts
| Land                | Charts          | Charts |
|                     | Hoogste positie |        |
| ------------------- | --------------- | ------ |
| Australië           | 22              |        |
| Duitsland           | 34              |        |
| Ierland             | 20              |        |
| Verenigd Koninkrijk | 3               |        |
| Zwitserland         | 33              |        |